# Posavski kanton
Posavski kanton (hrvaško Županija Posavska) je eden od desetih kantonov Federacije Bosne in Hercegovine v Bosni in Hercegovini.
Posavski kanton leži na severu države in sestoji iz dveh medsebojno ločenih ozemelj, ki tudi sicer nista povezani s preostankom Federacije. Na severu meji po reki Savi na Hrvaško, na jugu na Republiko Srbsko in na vzhodu na Distrikt Brčko. S površino 324,6 km² (ki predstavlja 1,24 % površine Federacije in 0,63 % ozemlja Bosne in Hercegovine) je to najmanjši bosansko-hercegovski kanton. Po podatkih popisa iz leta 2013 je predzadnji po številu prebivalcev (manj jih ima le Bosansko-podrinjski kanton Goražde), a tretji najgosteje poseljen (za Kantonom Sarajevo in Tuzelskim kantonom).
H kantonu spadajo občine Orašje, Odžak in Domaljevac-Šamac. Prebivalci so večinoma Hrvati (77,3 %), Bošnjaki predstavljajo 19,0 % in Srbi 1,9 % prebivalstva.